# Youssouf Gueye
Tène Youssouf Gueye, född 1928, död 1988, var en mauretansk författare. Han skrev på franska. Gueye var ordförande för Mauretaniens författarförbund. Han dog i fängelse.